# Инес Бубакри
Инес Бубакри (Тунис, 28. децембар 1988) је туниска мачевалка која се такмичи у дисциплини флорет. На Олимпијским играма 2008. заузела је 33. место, 2012. шесто, а 2016. је освојила бронзану медаљу. Ово је прва медаља за Тунис у мачевању на Олимпијским играма, а Бубакри је прва мачевалка из Африке која је освојила олимпијску медаљу. На Светском првенству 2014. освојила је бронзу, а има и две медаље са Медитеранских игара, сребро 2013. и бронзу 2009.